# Justus du Vignau
Justus Wilhelm du Vignau – seit 1860 von Vignau – (* 30. Juni 1793 in Magdeburg; † 13. September 1866 in Erfurt) war ein preußischer Verwaltungsjurist, zuletzt Geheimer Oberregierungsrat und diente als Regierungspräsident des Regierungsbezirkes Erfurt.

## Leben

### Herkunft
Seine Eltern waren der Regierungsrat zu Magdeburg Christian Friedrich Wilhelm du Vignau († 14. Mai 1844) und dessen Ehefrau Marie Luise Wilhelmine Goßler († 22. Dezember 1847).

### Werdegang
Vignau startete 1809 seine berufliche Karriere im königlich westphälischen Finanzministerium als expedierener Sekretär. Im November 1813 wurde er Bürochef bei der preußischen Steuerdirektion in Paderborn. 1816 arbeitete er als Regierungsassessor in Minden. Weitere Stationen in verschiedenen Regierungen folgten:
1819 Regierungsrat, 1822 dies in Frankfurt/Oder, 1826 Oberregierungsrat in Liegnitz, 1827 Präsis der Ministerial-Militär- und Baukommission in Berlin, 1834 Geheimer Regierungsrat mit dem Rang von Räten dritter Klasse, 1836 Regierungsvizepräsident in Münster (1836–1845) und schließlich ab 1845 bis zu seinem Tod 1866 Regierungspräsident in Erfurt.
Am 2. Juli 1860 wurde er von Friedrich Wilhelm IV. anlässlich seines 50-jährigen Dienstjubiläums unter den Namen von Vignau in den Adelstand erhoben. Er wurde mit dem Roter Adlerorden 2. Klasse mit Eichenlaub ausgezeichnet.

## Politik
Von 1850 bis 1852 war er Mitglied der I. preußischen Kammer. 1852 bis 1862 war er Abgeordneter in der II. preußischen Kammer bzw. dem Preußischen Abgeordnetenhaus. 1850 gehörte er dem Volkshaus des Erfurter Unionsparlamentes an.

### Familie
Er heiratete am 7. September 1823 in Frankfurt an der Oder Auguste Pappritz (* 8. März 1805; † 23. Mai 1877). Das Paar hatte mehrere Kinder:
- Viktor Emanuel (* 9. Januar 1841; † 31. März 1865)
- Georg Wilhelm Hippolyt (* 2. Januar 1843; † 21. Januar 1926), Musiker, Theaterintendant des Großherzoglichen Hoftheaters in Weimar ⚭ 1868 Susanne Margarete Mandel (* 25. März 1848)